# داء المعدن
داء المعدن (بالإنجليزية: Metallosis)‏ هي حالة طبية مفترضة تنطوي على ترسب وتراكم حطام معدني في الأنسجة الرخوة في الجسم. من المفتُرض أن داء المعدن يحدث عندما تحتك المكونات المعدنية التي تُستخدم في عمليات الزرع الطبية وخاصة عمليات استبدال المفصل، ببعضها البعض.
لوحظت بعض حالات التمعدن عند بعض المرضى الذين أبدوا تحسس على عملية الزرع أو لأسباب غير معروفة حتى في حالة غياب الأعضاء الاصطناعية سيئة التوضع. على الرغم من أنه كان نادر الحدوث، في الأربعين سنة الماضية، قُدرت نسبة حدوث التمعدن المُراقبة بنحو 5 %. ربما يكون خطر إصابة النساء به أعلى قليلًا من الرجال. بحالة حدوث التمعدن فهو يصيب مفاصل الورك والركبة أو مفصل الكتف أو الرسغ أو مفصل الكوع أو العمود الفقري. في العمود الفقري، قد ينتج عن حطام التآكل ورد الفعل الالتهابي الناتج كتلة يشار إليها في الأدبيات الطبية غالبًا باسم «ميتالوما»، ما قد يؤدي مع الوقت إلى اعتلال عصبي.
قد يؤدي تآكل المكونات المعدنية إلى إذابة أيونات المعادن. النظرية القائلة بأن الجهاز المناعي يُعرِّف أيونات المعادن على أنها أجسام غريبة مم يؤدي إلى حدوث التهاب المنطقة المحيطة بالحطام المعدني، قد تكون غير صحيحة نظرًا لأن صغر حجم أيونات المعادن سيمنعها من التحول إلى ناشبة. من النادر أن يؤدي تحلل المعدن إلى حدوث حالة تسمم، ولكن التسمم بالكوبالت هو أكبر المخاوف الصحية. اشتراك الجهاز المناعي في هذه الحالة المفترضة أُقر نظريًا ولكن لم يتم اثباته فعليًا.
تتضمن الأعراض المفترضة لداء المعدن عمومًا، ألم حول موقع الزرع وأورام كاذبة (كتلة من الخلايا الملتهبة تشبه الورم ولكن هي بالواقع مجرد سوائل متجمعة)، وطفح جلدي واضح يشير إلى وجود نخر. يمكن للأنسجة التالفة والملتهبة أن تتسبب أيضًا في فك الطعم أو الجهاز الطبي. يمكن أن يؤدي الداء المعدني إلى خلع الطعمات غير المثبتة لأن الأنسجة السليمة التي عادة ما تثبت الطعم في مكانه تضعُف أو تُتلف. وقد أٌثبت أن داء المعدن يسبب تحلل العظم. تكون النساء قصيرات القامة، والبدينات أكثر عرضة لخطر الإصابة بالداء المعدني لأن بنية أجسامهن تسبب مزيدًا من الضغط على الطعم، مم يسرع من تآكل المكونات المعدنية وما ينتج عنه من تراكم للحطام المعدني.

## الآثار والأعراض الجسدية
يمكن للمصابين بالداء المعدني أن يعانوا من الأعراض التالية:
- ألم شديد (حتى في حالة السكون)
- تورم والتهاب[11]
- تفكك الطعم
- سوء توضع الطعم
- انحلال العظام.
- تليف لا إنتاني، تنخر موضعي[12]
- فشل عملية استبدال الورك
- تسمم بسبب المعادن الناتجة عن سحن المكونات المعدنية
- من الضروري مراجعة عمليات استبدال مفصل الورك أو العمليات الجراحية

### المضاعفات
نظرًا لأن سحن المكونات المعدنية يتسبب في إزاحة الرقائق المعدنية من النسق التي توضع فيه، فإن الطعمة ستضعف. يؤدي الداء المعدني إلى العديد من الآثار الجانبية الإضافية مثل:
- تخليط
- إحساس بالوهن
- مشاكل هضمية
- اضطرابات عاطفية
- التهابات متكررة
- دوخة
- صداع
- مشاكل في الجهاز العصبي (إحساس بالحرق والتنميل أو خدر في الأطراف)
- التسمم بالكوبالت (طفح جلدي واعتلال عضلة القلب ومشاكل في السمع والبصر أو الإدراك وارتعاشات وقصور الغدة الدرقية)

## العلاج
إذا كان السبب في حدوث الداء المعدني هو عملية استبدال مفصل الورك أو أي مفصل، فعادةً ما يتطلب الأمر جراحة تصحيحية لتجنب أي اختراق إضافي للجزيئات المعدنية للطعم لمجرى الدم أو الأنسجة المحيطة. بعد إزالة الجهاز المسبب للحالة، سيبدأ مستوى داء المعدن في الجسم في الانخفاض. مع ذلك، منذ أن تتم العملية، سيتعرض المريض غالبًا لحساسية شديدة للمستويات المنخفضة من المعادن لبقية حياته. تشمل العلاجات الإضافية لداء المعدن ما يلي:
العلاج بالاستخلاب - يمكن للطبيب بهدف علاج المرض أن يوصي بإعطاء المريض عوامل ممخلبة عن طريق الفم أو العضل أو الوريد. يقوم هذا العلاج بربط أيونات المعادن لإزالة السم من الجسم. أثبت العلاج بالعوامل الممخلبة نجاحًا كبيرًا في علاج التسمم بمواد أخرى بما في ذلك الزئبق والحديد والزرنيخ والرصاص.
لسوء الحظ، لا يمكن إزالة الكميات الكثيفة من الكوبالت (الممخلب) من السوائل أو المفصل. لهذا السبب، يعد الكشف المبكر أمر بالغ الأهمية للمريض لتحصيل أفضل النتائج من العمل الجراحي. وذلك لأن التسمم الشديد بالمعادن يمكن أن يؤدي إلى آثار جانبية سلبية غير مرغوب فيها، بما في ذلك تلف الأنسجة وحدوث كسور أثناء الجراحة التي ما يجعل التعافي أشد صعوبةً.

## سحب أنظمة استبدال مفصل الورك لشركة ديبوي
في أغسطس 2010، سحبت شركة ديبوي نظام استبدال مفصل الورك الحقّي (إيه إس أر إكس إل) و نظام تثبيت الورك (إيه إس أر) بسبب معدلات فشلها وآثارها الجانبية التي من ضمنها داء المعدن. أثارت عمليات السحب عددًا كبيرًا من الدعاوى القضائية ضد شركة ديبوي وشركتها الأم جونسون أند جونسون، بناءً على مزاعم تقول بأن الشركات كانت على دراية بمخاطر عمليات الزرع قبل طرحها في السوق في الولايات المتحدة.